# Economia de Andorra
O principal recurso da economia de Andorra é o turismo, estimulado pela construção de estações de esqui. Além disso são também importantes a exportação de energia elétrica e as atividades financeiras.
Este país possui o menor desemprego do mundo em porcentagem (menos de 0,01%)
- PIB: 1.336 milhões de dólares por ano
- PIB/hab.: 20.252 dólares por ano.
- Divisão por setores: Primário: 1% Secundário: 20% Terciário: 79%
- Balança do Estado: Entradas: 36.267 milhões de pesetas Saídas: 38.280 milhões de pesetas

O Turismo é a principal recurso da economia andorrana, equivalendo a aproximadamente 80% de seu PIB. Cerca de nove milhões de turistas visitam Andorra anualmente, atraídos não só pelas estações de esqui, resortes de inverno e verão mas também pelo status de paraíso fiscal. Atualmente, as vantagens comparativas de preços em Andorra em relação aos seus países vizinho caíram consideravelmente, já que as economias de França e Espanha se abriram para o mercado, podendo assim receber mais produtos e baixar suas tarifas.
O setor bancário, por meio das vantagens fiscais, também contribui substancialmente na economia do país. A produção agrícola é bem limitada, uma vez que somente 2% de suas terras são aráveis e por isso quase todos os alimentos precisam ser importados. Existe também uma pequena produção de tabaco e também a criação de ovelhas domésticas. Em termos de produção, pode-se destacar a produção de móveis e cigarros. Os recursos naturais de Andorra incluem energia hidroelétrica, água mineral, madeira, minério de ferro e chumbo.
Andorra não é um membro pleno da União Europeia, mas usufrui de uma relação especial com ela, como por exemplo ser tratada como membro na troca de produtos manufaturados (sem tarifas) e como não membro na troca de produtos agropecuários. O principado não possui moeda própria e por isso usa as moedas das nações vizinhas. Até 1999, elas eram o Franco francês e a Peseta espanhola, mas foram substituídas por uma única, a moeda da União Europeia, o Euro.